# عبد الكريم الحقشناسي
عبد الكريم الحقشناسي (الفارسية: عبدالکریم حق‌شناس) (وُلد عام 1919، طهران - توفي في 24 تموز 2007، طهران) كان فقيهًا مسلمًا معاصرًا وأخلاقيًا صوفيًا.
وفي طهران، قام بتدريس دورات في الأخلاق والشؤون الدينية. توفي آية الله الحقشناسي عن عمر يناهز 88 عامًا في 24 تموز 2007، ودُفن في مجمع ضريح شاه عبد العظيم.

## طالع أيضًا
- قائمة من سُموا آيات الله [الإنجليزية]